# I santoni di Aidone

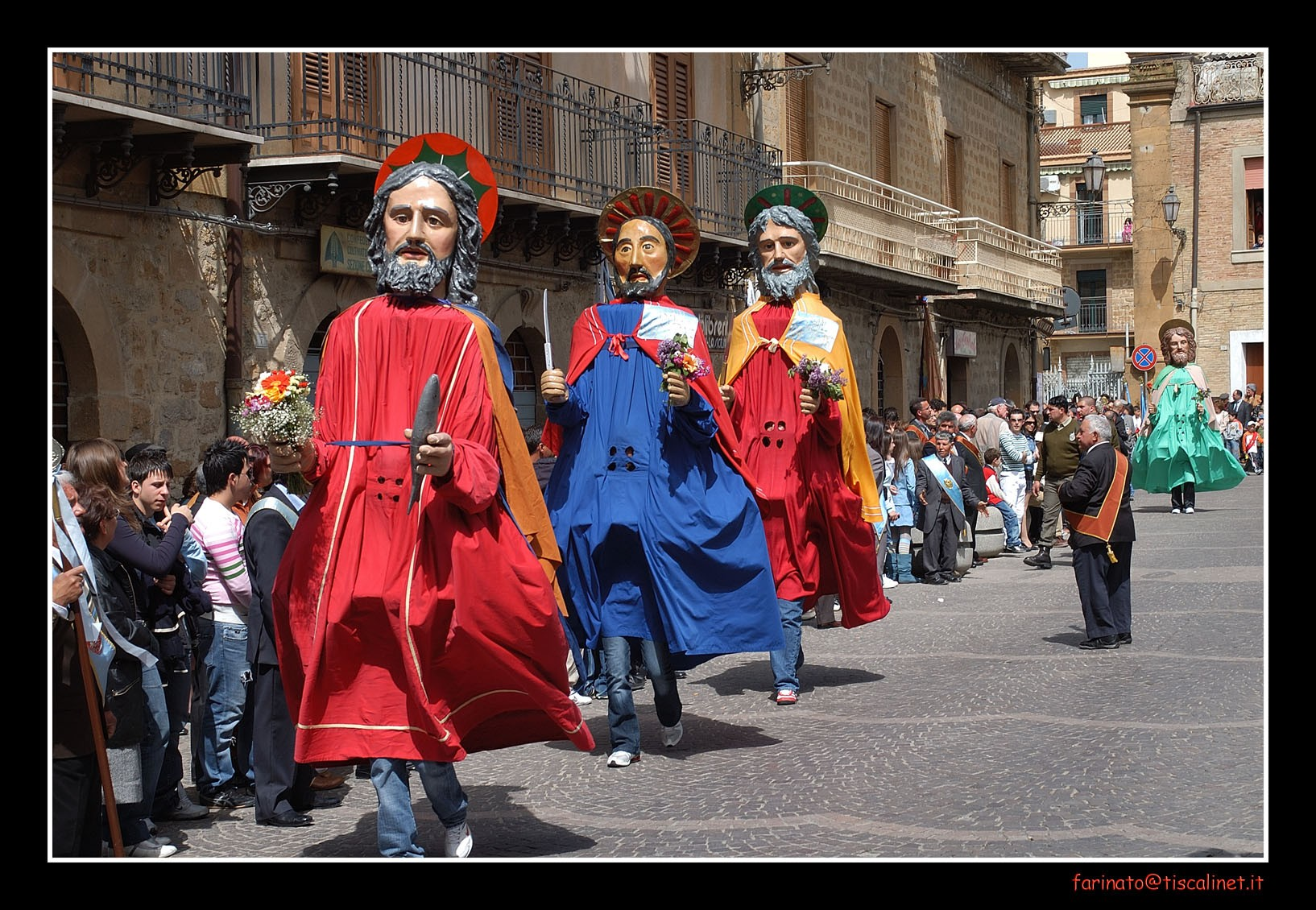
I santoni in piazza Cordova durante la "giunta" di Pasqua

I santoni, statue gigantesche, rappresentanti i dodici apostoli, sono l'attrazione principale della settimana santa di Aidone, un comune della provincia di Enna situato al centro della Sicilia. 

## I santun'

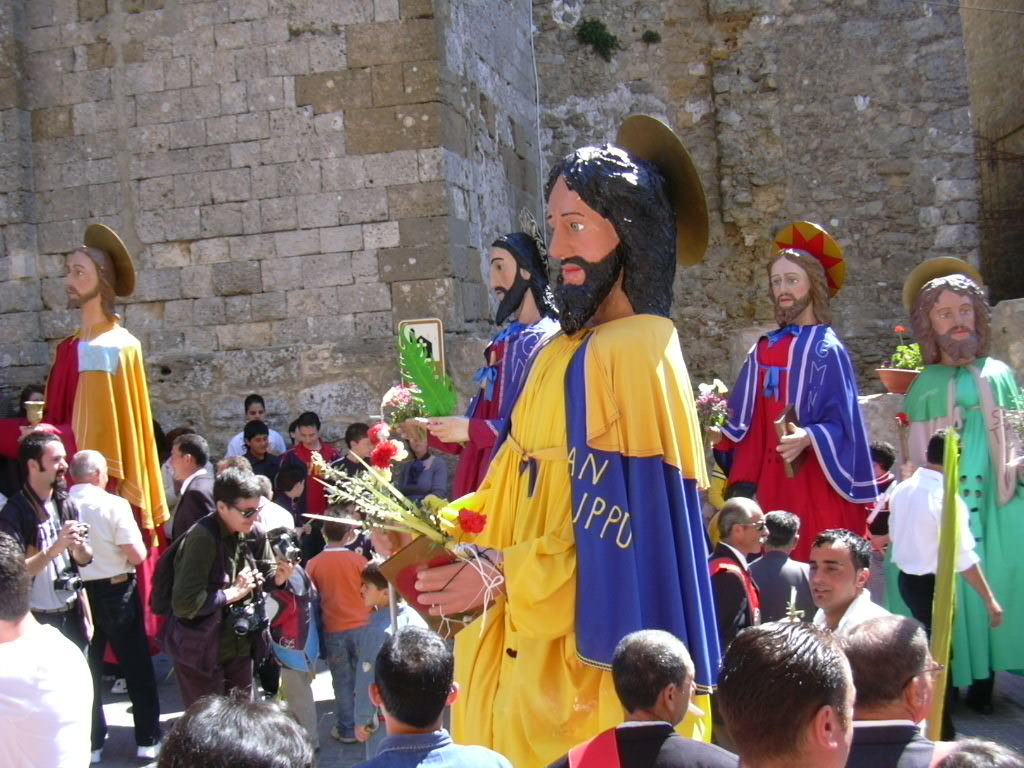
I santoni davanti alla chiesa madre per la funzione delle Palme

Con questo nome, che in dialetto galloitalico suona i santui, gli aidonesi chiamano le statue gigantesche dei dodici apostoli, alte tre metri circa e cave all'interno. In effetti gli aidonesi da sempre affettuosamenti chiamano i loro dodici apostoli "i sant", e, quando vogliono mandare bonariamente qualcuno fuori dai piedi, dicono: va vida curr'r' i sant nto cciangh, "vai a vedere correre i santi in piazza".
Vengono fatti sfilare nella processione della domenica delle Palme, nella giunta di Pasqua e a volte anche per san Filippo. 
Sono senz'altro il retaggio della tradizione spagnola, ancora oggi in alcune città dell'Andalusia sfilano nelle processioni della settimana santa.
I nostri sono costituiti da un'intelaiatuta di legno che fa da busto, vestito da tunica e mantello dai colori sgargianti; gli acroliti della testa e delle mani sono di cartapesta. 
Oltre ai colori degli abiti ogni santone è contraddistinto dagli oggetti simbolici che porta in mano: san Pietro ha la tunica rossa, il mantello blu e nella destra porta un mazzo di chiavi, san Filippo ha la tunica gialla e il mantello blu, nella destra porta un libro, e così via. Tutti i santoni nella mano sinistra portano un mazzo di fiori, simboleggianti la primavera e la gioia che contraddistingue appunto la processione delle Palme e la Pasqua.

## I santar'

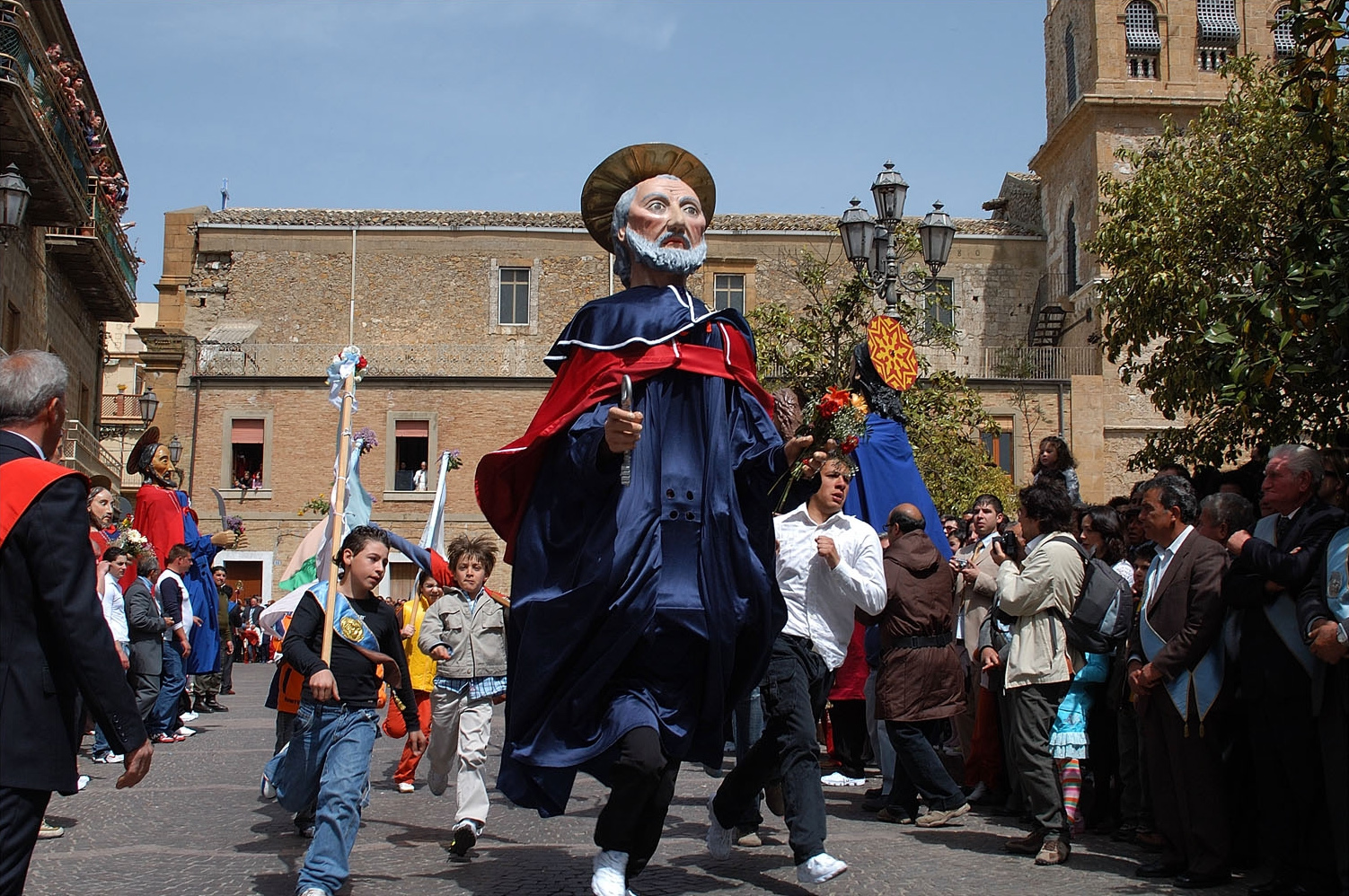
La bravura dei santari si rivela nella corsa: San Pietro

I santoni vengono portati da  i santari, in genere dei volontari, che si infilano nella statua e vedono l'esterno solo dagli occhielli ricavati nella veste all'altezza della pancia. Quando il santaro è esperto ne gode il portamento, la camminata o addirittura la corsa, nonché l'inchino.

## Origine
Non si conosce l'origine, né l'autore di queste statue; risalgono senz'altro al Seicento, il secolo della controriforma, che in Sicilia vede una intensa opera di rievangelizzazione e rieducazione religiosa anche attraverso le sacre rappresentazioni, come tali possono configurarsi le due processioni e i rituali di cui stiamo parlando (giunta di Pasqua e la funzione delle Palme). I dodici sono Giovanni, Giacomo maggiore, Pietro, Mattia, Filippo, Matteo, Giuda Taddeo, Andrea, Giacomo minore, Bartolomeo, Tommaso, Simone.
Per i visi e i simboli l'anonimo autore si ispirò agli apostoli che coronano la facciata di San Pietro in Vaticano. 
In Sicilia sono presenti anche a Caltagirone, solo San Pietro, e a Barrafranca; in genere vengono chiamati "giganti" o "Sanpaoloni".

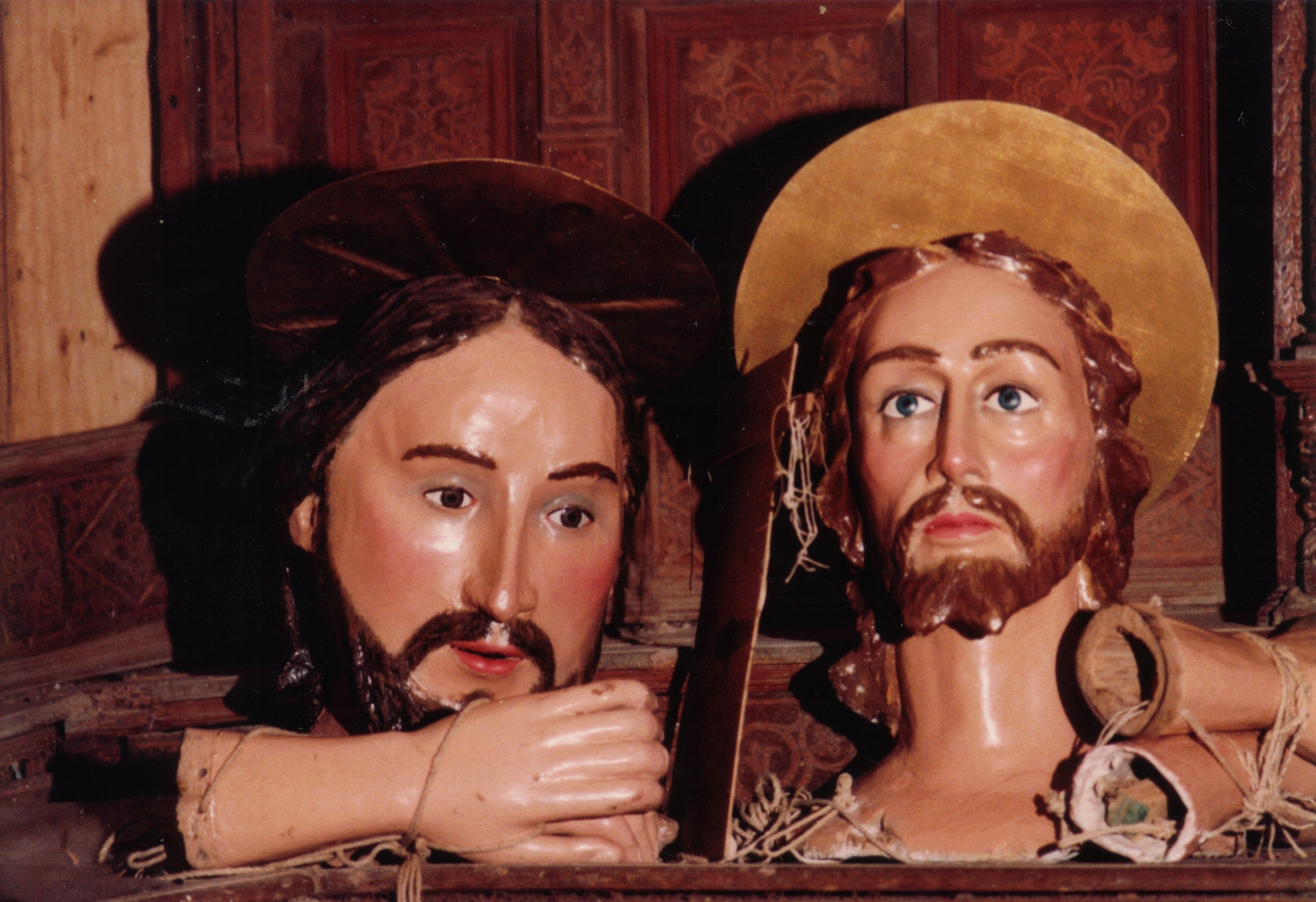
Acroliti di due santoni
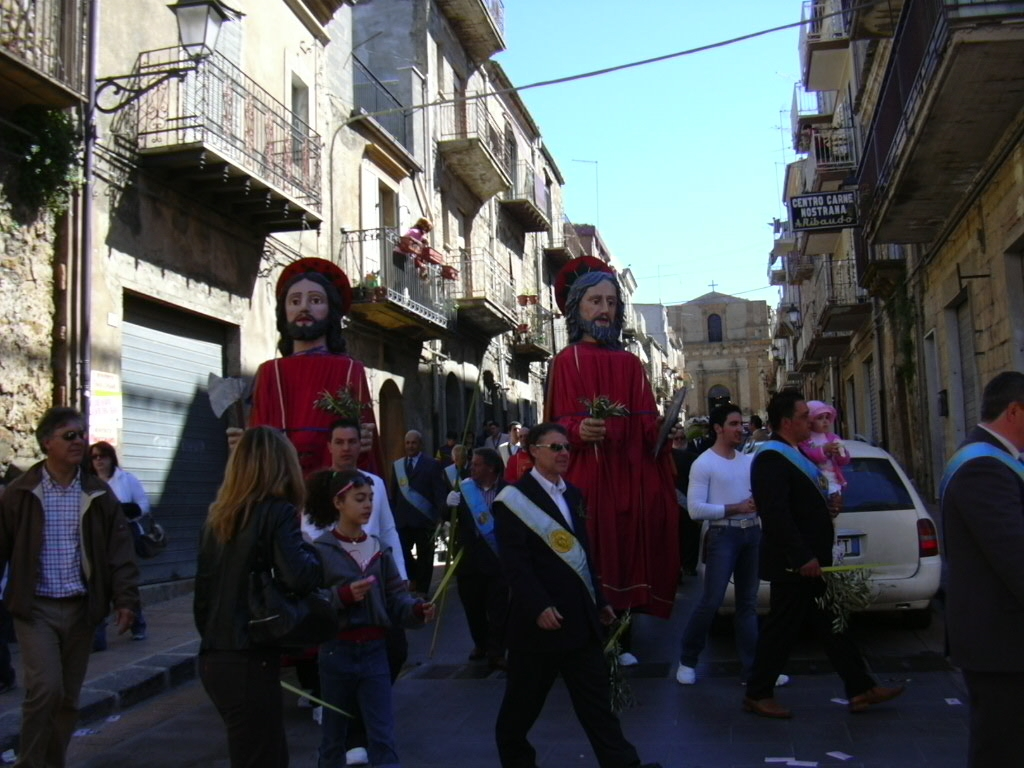
Processione delle Palme in via Cavour
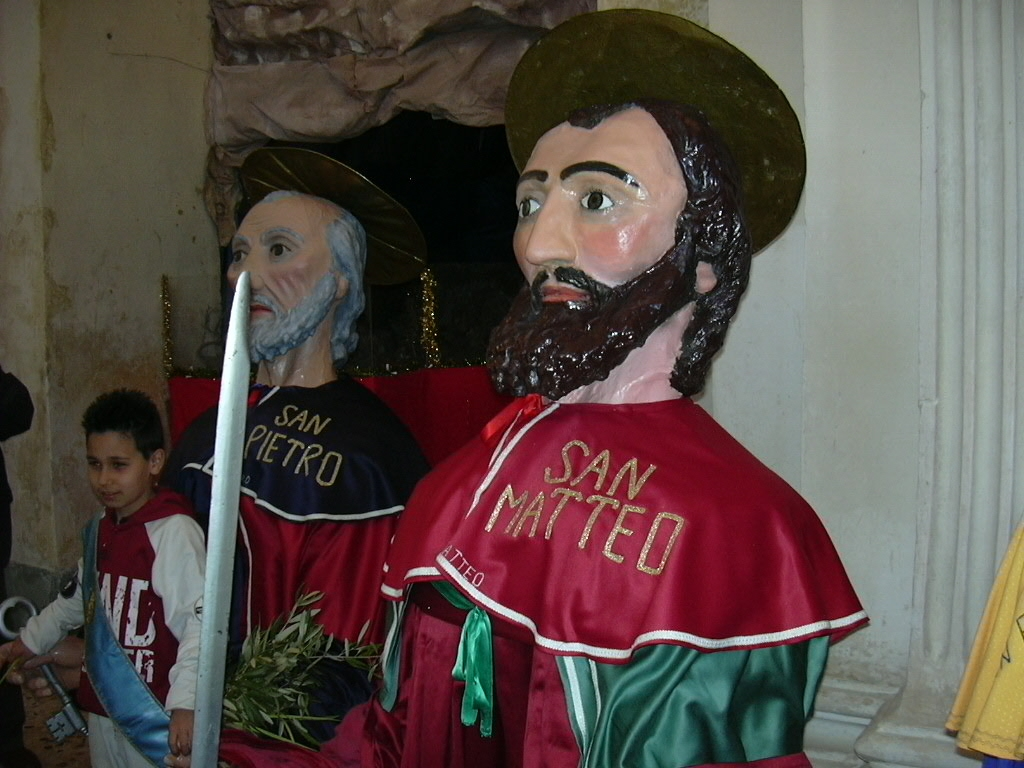
I santoni deposti a terra nella chiesa Madre